# Brooke Davis Baker
Brooke Pénélope Davis Baker est un personnage fictif de la série télévisée Les Frères Scott, interprété par Sophia Bush.  
Brooke Davis est la femme de Julian Baker et la mère de Davis et Jude Baker. C’est aussi la meilleure amie de Peyton Sawyer Scott, Haley James Scott, Lucas Scott et Nathan Scott et est la marraine et tante de James Lucas Scott, Sawyer Brooke Scott et Lydia Bob Scott. Brooke a aussi des difficultés avec sa mère, et la seule figure maternelle qu'elle connaîtra sera la mère de Lucas, Karen Roe. Plus tard, elle trouve l'âme sœur en la personne de Julian Baker (après de nombreux déboires amoureux), qu'elle épouse, et avec qui elle a des jumeaux, Davis et Jude Baker, réalisant son rêve le plus cher, celui d'avoir une famille.  

« Elle était farouchement indépendante. Brooke Davis. Brillante et belle à la fois, courageuse aussi. En 2 ans elle avait mûri plus que n’importe lequel d’entre nous. Un beau jour cette fille finira par changer le monde. Et je pense qu’elle ne s’en rend  même pas compte. »

— Lucas Scott sur Brooke Davis

## Histoire du personnage
Brooke Penelope Davis Baker est née le 4 mars 1988 à 16h42 (on le découvre dans l'épisode 2 de la saison 4, dans son album photo sur son acte de naissance) à Tree Hill en Caroline du Nord. Elle est la fille unique de Robert Théodore Davis et de Victoria Barbara Anne Davis.
Brooke est une fille populaire, elle est la capitaine des pom-pom girls du lycée de Tree Hill. C'est la meilleure amie de Peyton Sawyer et une amie d'enfance de Nathan Scott. Brooke Davis est d'abord vue comme une fille superficielle, têtue et prétentieuse mais au fil des saisons, elle montrera son cœur d'or ainsi que sa générosité et son dévouement. C'est une fille attachante, comique, peu énervante et parfois agressive envers ses ennemis. Elle est aussi la marraine de James Lucas Scott, fils de Nathan et Haley et de Sawyer Brooke Scott, fille de Peyton et Lucas. Elle est également l'épouse de Julian Baker et la mère de Davis et Jude Baker. Elle mesure 1 m 63.

### Saison 1
Dans la saison 1, Brooke est une adolescente très exubérante qui sort avec beaucoup de garçons lors d'histoires sans lendemains. Elle tombe cependant amoureuse de Lucas Scott. Ils sortent ensemble puis Lucas la quitte après son accident de voiture . Brooke apprend alors que Peyton Sawyer, sa meilleure amie, et Lucas Scott sont sortis ensemble dans son dos. Elle se dispute alors avec Peyton et Lucas. Brooke pense alors être enceinte et l'annonce à Lucas qui, après avoir paniqué, décide de jouer son rôle de père. Il s'avère finalement que Brooke a menti et n'est pas enceinte. 
Elle découvre alors un nouvel ami : Micro. Celui-ci va l'aider à gagner le prix de la meilleure chorégraphie lors d'une compétition des pom-pom girls. En échange, elle lui offre une soirée en boîte de nuit. Dès lors, une profonde amitié se crée entre les deux adolescents.
À la fin de la saison, elle se réconcilie avec Peyton.. .

### Saison 2
Durant la saison 2, elle redevient amie avec Peyton, après qu'elles se sont promis de ne jamais laisser Lucas entraver leur amitié. Elle a ensuite une « relation améliorée » avec Felix, un nouvel élève, avant de se rendre compte qu'elle aime toujours Lucas. À la fin de la saison, ses parents partent s'installer à Los Angeles à la suite de problèmes d'argent et elle part donc vivre chez Karen, la mère de Lucas. Elle devient également présidente du Conseil des Élèves du Lycée. Avant qu'elle ne parte rejoindre ses parents pour les vacances, Lucas lui avoue qu'il l'aime toujours,et il le pense à un point qu’elle n’imagine même pas .

### Saison 3
La troisième saison s'ouvre sur la fête qui célèbre la dernière année au lycée. Brooke est la reine de la soirée. Elle propose à Haley d'emménager avec elle dans un appartement. Celle-ci accepte. Elle propose ensuite à Lucas qu'ils aient une « relation non exclusive ». Elle organise le jeu de l'homme de rêve afin de garder son équipe de pom-pom girls et son copain loin de Rachel, nouvelle arrivée dans l'établissement, mais son plan échoue. Lucas tente de la rendre jalouse en flirtant avec Rachel, mais c'est finalement elle qui lui est infidèle. Ainsi, c'est lorsque Lucas s'aperçoit de son infidélité que s'enchaînent les complications ; néanmoins, après avoir fait part des 82 lettres qu'elle était censée lui avoir envoyé pendant l'été, Brooke et Lucas se réconcilient. Le couple Brucas, sera présent tout au long de la saison 3, avant que Brooke apprend que Lucas et Peyton se sont une nouvelle fois embrassés (lors de la fusillade) et que celle-ci a toujours des sentiments pour Lucas.

### Saison 4
Au début de la saison 4, il semble que ce soit Brooke qui est enceinte. Lucas prend mal le fait qu'elle ne lui ait pas annoncé la nouvelle. Il s'avère finalement que c'est Haley qui attend un enfant de Nathan Scott, le demi-frère de Lucas. Brooke ne peut plus vivre chez Peyton depuis qu'elles se sont disputées et vit donc chez Rachel, son ancienne ennemie, avec qui elle devient très amie. Brooke débute alors une relation avec Nick, un homme rencontré sur Internet, qui s'avère finalement être son professeur. Elle découvre ensuite que celui-ci la trompe et le quitte. Par la suite, elle accumule les mauvaises notes en maths, ce qui met sa carrière de styliste en péril. Rachel décide donc de voler les réponses à un examen pour l'aider. Elles manquent de se faire prendre par le principal et sont donc obligées de rejoindre la "Clean Teen", un groupe d'ados ayant décidé de ne plus avoir de relations sexuelles avant le mariage. Brooke y rencontre Chase dont elle tombe amoureuse. Chase croit que Brooke est forte en maths (alors qu'elle a triché) et lui demande de lui donner des cours. La vérité éclate, mais Chase lui pardonne. Ils entament une relation. Lors de la soirée avant le bal de promo, une cassette où Nathan et Brooke couchent ensemble deux ans plus tôt est exposée, à l'époque où Peyton et Nathan étaient ensemble. Chase décide de rompre avec Brooke et Peyton lui annonce que leur amitié est finie. Elle va au bal de promo avec Micro et s'aperçoit que Peyton n'y est pas. Elle décide donc d'aller la voir chez elle et est agressée avec Peyton par le "faux" Derek, qui se fait passer pour le demi-frère de Peyton. Une fois le "faux Derek" vaincu, elles parlent du passé et redeviennent amies. À la fin de l'année scolaire, Brooke laisse un mot d'amour dans le guide de finissants de Chase et ils ressortent ensemble. Peyton et Brooke emménagent alors dans l'ancien appartement de Haley et Nathan. Plus tard Haley accouche d'un garçon nommé James Lucas Scott et demande à Brooke d'être la marraine de son fils. Cette dernière accepte avec joie, promettant d'être une meilleure marraine que sa mère ne fut mère.

### Saison 5
Dans la saison 5, on retrouve Brooke 4 ans après la fin de la saison 4. Elle est devenue une styliste de mode très reconnue. Elle possède sa propre entreprise, " Clothes Over Bro's ", qu'elle gère avec l'aide de sa mère, Victoria, et vit à New York. Elle est riche et puissante. Mais se sentant seule, elle décide de rentrer à Tree Hill pour retrouver ses amis : Peyton, Lucas et Haley. Elle propose alors à Peyton, elle aussi revenue à Tree Hill, d'emménager chez elle et finance la création de son label de musique. Elle décide également d'ouvrir une boutique dans les anciens locaux du café de Karen. 
Brooke s'intéresse alors à Owen, le barman du Tric, qui joue au chat et à la souris avec elle. Ils partent tous les deux dans son appartement de New-York, dans lequel ils retrouvent Rachel en pleine overdose. Owen parvient à la sauver et Brooke la ramène à Tree Hill. Elle décide ensuite de se stabiliser en adoptant un enfant et ainsi fonder une famille, mais elle est jugée trop jeune pour adopter. On lui confie alors une enfant malade qui a besoin d'une opération non disponible dans son pays. Angie entre donc dans la vie de Brooke, qui lui consacre toute son affection jusqu'à ce qu'Angie doive repartir à la fin de la saison. Pendant ce temps, elle continue à avoir des relations difficiles avec sa mère, qui lui avoue n'avoir jamais eu envie d'être mère.

### Saison 6
À la fin de la saison 5, Brooke avait renvoyé sa mère, mais celle-ci ne va pas se laisser faire car elle possède la moitié de la société " Clothes Over Bro's ". Brooke se fait un soir violemment agresser dans sa boutique, tous les croquis de la nouvelle collection sont volés. Elle porte sur elle des violences physiques et psychologiques. Brooke le garde pour elle mais se confie à Debbie, qui lui apprend alors à se servir d'une arme. Elle est persuadée que c'est Victoria qui a engagé quelqu'un pour lui voler ses dessins. Elle va donc la voir et lui annonce qu'elle renonce à ses droits sur la société et que Victoria doit être satisfaite car elle a maintenant tout ce qu'elle désirait : une entreprise et pas de fille. Brooke arrive finalement à s'en sortir et décide d'héberger Sam, une jeune adolescente qui avait volé des vêtements dans sa boutique et qui vit dans la rue. Les relations entre elles sont au début difficiles, avant de devenir affectueuses. Victoria décide de rappeler la collection Clothes Over Bros de la boutique de Tree Hill. Le magasin de Brooke est donc vidé mais elle décide de continuer à y travailler. Elle y prépare la robe de mariée de Peyton avec l'aide de son assistante, Millicent Huxtable, qui a décidé de rester auprès d'elle après les moments difficiles qu'elle a dû traverser. Après avoir affronté son agresseur (le frère d’un ami de Sam qui avait tué aussi Quentin), elle se rapproche de l’ex compagnon de Peyton, Julian mais elle doutera au début de la possibilité d’avoir une vraie relation avec lui, elle ne sait pas s'il elle arrivera à établir une vraie relation amoureuse. Julian et Brooke entretiennent tout de même une relation amoureuse jusqu'à ce que Julian doive retourner à Los Angeles. Il lui propose alors de partir avec lui et Sam pour Los Angeles, mais elle refuse, prétextant le fait qu'elle veuille un cadre stable pour Sam. Finalement, Sam décide d'aller vivre avec sa mère biologique qui l'avait contacté et Brooke se retrouve donc seule. Julian revient pour le mariage de Lucas & Peyton, accompagné d'une autre jeune femme. Brooke se venge en séduisant et en dansant avec un autre homme, mais finit par ouvrir totalement son cœur à Julian, lors du dernier épisode.

### Saison 7
14 mois plus tard, Brooke se languit seule, Peyton, sa meilleure amie a quitté Tree Hill avec Lucas, et Julian est reparti pour produire un film. Elle décide alors d'engager un nouveau mannequin pour incarner le nouveau visage de sa société. Avec l'aide de son associée Milicent, elles vont engager Alex Dupré. Celle-ci tournera sans cesse autour de Julian, ce qui agacera Brooke. Pensant être enceinte elle rend visite à son gynécologue qui lui annonce qu'elle est stérile. Le jour où Julian rentre, Brooke est en pleurs et elle annonce à Julian qu'elle ne peut pas avoir d'enfant. Malgré lui Julian raconte tout a Alex, alors Brooke décide de faire une pause. Alex ayant tenté de se suicider, Julian reste avec elle à l'hôpital. Il annonce alors à Brooke qu'il va faire le film avec Alex. C'est alors qu'arrive Alexander, le nouveau styliste de la collection. Julian va tout de suite penser que Brooke veut le rendre jaloux alors que ce n'est pas le cas mais Julian est quand même super jaloux. Julian et Brooke sont toujours fous amoureux l'un de l'autre mais n'osent pas s'avouer leurs sentiments. Alex, lorsqu'elle comprendra qu'elle n'a aucune chance avec Julian, fera tout pour que celui-ci se remette avec Brooke. Haley va alors convaincre Brooke d'avouer ses sentiments à Julian mais quand celle-ci rentre dans sa chambre elle trouve Alex dans le lit en train de dormir et entends quelqu'un se doucher elle en déduit immédiatement que c'est Julian et qu'il vient de coucher avec Alex, elle s'en va alors le cœur brisé. Or Julian n'a pas couché avec Alex il lui a juste prêté sa chambre et c'est Alexander, le collègue de Brooke, qui est en train de se doucher après avoir couché avec Alex. Lorsque Brooke apprendra la vérité elle ira voir Julian et ils coucheront ensemble. Leur histoire est donc repartie. À la fin de la saison 7 Julian demandera Brooke en mariage et celle-ci acceptera.

### Saison 8
Brooke est très emballée à l'idée de se marier avec Julian, elle a d'ailleurs déjà dessiné les croquis de la robe qu'elle portera le grand jour. Seulement, à cause des préparatifs qui lui ont pris tout son temps, elle a un peu délaissé sa société. C'est donc Victoria et Millicent qui s'en sont occupés, mais la compagnie a beaucoup souffert de l'absence de Brooke. En effet, Clothes Over Bros est en faillite et Brooke est arrêtée par la police car sa mère et Millicent ont imité sa signature. Brooke décide de rembourser ses collaborateurs, quitte à y mettre sa fortune personnelle. Ses projets de mariages sont donc en quelque sorte détruits car elle sait qu'elle ne pourra s'offrir le mariage de ses rêves. C'est alors que Sylvia, la mère de Julian débarque à Tree Hill and décide de financer le mariage de nos deux tourtereaux de A à Z. Un salon a lieu à Tree Hill, Brooke s'y rend avec la mère de Julian mais cette dernière veut tout décider et Brooke est énervée, la journée se finit tout de même bien. À la suite de la « faillite » de la société de sa fille, Victoria est enfermée en prison et entretient d'assez mauvaises relations avec sa fille.
Après un accident de voiture, Brooke essaie de sauver Jamie, coincée dans la voiture mais c'est Julian qui doit les sauver une fois la voiture renversée dans la rivière.
Le jour J du mariage est arrivée, Haley a aidé à tout organiser mais Peyton et Lucas ne sont pas venus car Sawyer était malade. L'amitié entre Haley et Brooke devient encore plus forte. 
Brooke et Julian décident d'adopter, ils rencontrent Chloé, enceinte qui leur donnera son bébé à sa naissance. Brooke est aux anges !
Le jour J est arrivé, Chloé va accoucher mais son petit ami arrive, elle change d'avis : ils vont tous les deux élever cet enfant. Brooke et Julian sont tristes mais font bonne figure devant Haley qui vient elle aussi d'accoucher. 
Clothes Over Bros, son ancienne marque de vêtements la rappelle en lui proposant le poste de vice-présidente de l'entreprise à New York, elle et Julian décident de partir mais dans l'épisode 20, on apprend que malgré son incapacité à avoir des enfants selon les médecins, elle est enceinte de son mari Julian Baker, ils décident donc de rester à Tree Hill.
Dans l'épisode 22, Brooke, à 7 mois de grossesse, tombe d'un tabouret et est emmenée en urgence à l'hôpital où elle donne naissance à des jumeaux Davis et Jude, qui sont placés en couveuse. Malgré leur naissance prématurée, Jude et Davis sont en bonne santé.

### Saison 9
Dans cette saison, Brooke vit désormais sa vie de famille avec ses fils et Julian, non sans quelques nuits blanches. Quand elle ne s'occupe pas des jumeaux, elle travaille au Karen's Cafe, dont elle est la copropriétaire avec Haley. Lorsque son père revient à Tree Hill pour le baptême de Davis et Jude, Brooke commence à songer à créer une nouvelle ligne de vêtements: des habits pour jeunes bébés nommée Baker Men. Elle se rapproche de son père, cherchant son amour et son approbation. Mais celui-ci essaie d'acheter l'affection de Brooke encore une fois en s'appropriant sa nouvelle collection pour vêtements d'enfants Baker Men. Dans l'épisode 11, Brooke se réconcilie avec sa famille et ses parents se remettent ensemble. Cette neuvième saison fait également réapparaître les vieux fantômes de Brooke. Xavier, l'homme l'ayant agressée et dévalisé quelques années auparavant sort de prison.
Julian et Brooke essaient tant bien que mal de se protéger mais Xavier attaque de nouveau Brooke.
Tara, la propriétaire du Tree hill café (qui était en froid avec Brooke et Haley) sauve Brooke et lui évite ainsi de mourir. À la fin de la saison, Brooke est toujours mariée à Julian et a ouvert sa boutique "Baker Man" en face du "Karen's Café".

## Caractéristiques

### Famille
Durant son enfance, les parents de Brooke étaient très absents, et ils ont compensé leur manque d'amour par de l'argent. La petite-fille se rapprocha donc de Peyton Sawyer et du père de cette dernière, Larry Sawyer, qu'elle a pris comme figure paternelle. 
Au lycée, ses parents déménageront à Los Angeles, et Brooke part vivre chez Karen Roe. Elle considéra Karen comme une mère. En terminale, elle emménagera avec Haley, avec qui elle deviendra très amie. Haley la nommera d'ailleurs marraine de son fils, James Lucas Scott, Peyton la nommera aussi marraine de sa fille, qu'elle nommera même en son honneur Sawyer Brooke Scott. Brooke devint très proche de ses deux filleuls, et lui donnèrent envie d'avoir des enfants, mais malheureusement, après avoir cru qu'elle était enceinte de Julian, elle apprit qu'elle ne pourrait jamais avoir d'enfant.
Malgré  les dires des médecins, elle tomba enceinte de Julian, peu après leur mariage, et mit au monde des jumeaux, Davis et Jude Baker.

### Travail
Brooke travaille dans différents domaines, en particulier dans la mode ainsi que dans la musique. Elle est en effet la créatrice de la ligne à vêtements à succès nommé "Clothes Over Bros" avec sa mère, Victoria Davis. La compagnie vend également des accessoires ainsi que des cosmétiques. "Clothes Over Bros" rapporta des millions, voir plus, de dollars à Brooke. Elle a eu l'idée d'ouvrir une ligne de vêtements au lycée lorsqu'elle habitait avec Haley. Brooke commença tout d'abord à vendre ses vêtements sur internet, puis après monta une grosse entreprise avec l'aide de sa mère. Brooke a également créé un magazine féminin en perpendiculaire pour "Clothes Over Bros", nommé B.Davis, qui connait un franc succès. Pour son époux, Julian Baker, Brooke a réalisé les costumes pour certains des films de Julian (qui est producteur et à la fois réalisateur), notamment An Unkindness of Ravens (adaptation cinématographique du livre du même nom de Lucas, qui n'a pas eu lieu finalement) et Seven Dreams Til Tuesday. En plus de cela, Brooke est la propriétaire et la principale actionnaire de la maison de disques de sa meilleure amie, Peyton Sawyer Scott qui fut dirigée, après le départ de Peyton, par son autre meilleure amie Haley James Scott.
Quatre ans après le lycée, alors que son entreprise rapportait beaucoup d'argent, Brooke décida de revenir s'installer à Tree Hill. Elle racheta alors le Karen's Cafe pour en faire un nouveau magasin Clothes Over Bros, d'où elle continuait à gérer son business. Cependant, quelque temps après, le magasin Clothes Over Bros fera l'objet d'un cambriolage et Brooke sera victime d'agression. Dans la colère et la tristesse, elle décide de céder tous ses droits à sa mère Victoria Davis qui devient alors la nouvelle patronne de l'entreprise. Victoria liquide entièrement la boutique de Tree Hill et repart s'installer à New York, nouveau siège de la compagnie. Brooke tient cependant à garder les locaux de sa boutique de Tree Hill.
La mère de Brooke revient subitement vers sa fille pour lui demander de sauver l'entreprise qui est en train de couler : Clothes Over Bros ne tourne pas aussi bien lorsque l'inspiration de B.Davis est absente. Après un premier refus, Brooke accepte et le magasin de Tree Hill rouvre ses portes. Victoria rendra plus tard l'intégralité de la compagnie à Brooke. 
L'affaire commence donc à tourner à merveille et c'est un nouveau départ. Brooke et Victoria sont deux des principaux visages de la société. Millicent Huxtable, assistante de Brooke devient elle aussi un visage, notamment lorsqu'elle s'engage dans le mannequinat. Enfin Alex Dupre sert de principal mannequin pour la compagnie.
Malheureusement, l'image de Clothes Over Bros sera dégradée : Victoria (avec la participation de Millicent) a menti aux investisseurs de Brooke. Cette dernière, rongée par la culpabilité, décide de rembourser intégralement ses investisseurs. Ce remboursement est tellement énorme, qu'elle est contrainte de vider sa fortune personnelle et de liquider son entreprise. Brooke fait alors une conférence de presse pour annoncer la fermeture définitive de sa compagnie.
Le magasin fermé, Haley a l'idée de le restaurer pour faire renaître le Karen's Cafe. Elle s'associe avec Brooke dans ce projet, et les deux femmes deviendront les nouvelles propriétaires du Karen's Cafe.
Ted Davis, père de Brooke, revient en ville dans le but de créer avec sa fille une toute nouvelle entreprise : Baker Men. L'entreprise va être créée, et ce sera une entreprise familiale puisque Brooke travaillera avec ses deux parents. À la fin de la série, Brooke installe un nouveau magasin de Baker Man, en face du Karen's Cafe.

### Apparence
Brooke est brune, elle adore les vêtements à la mode. C'est une jeune fille qui accorde donc beaucoup d'importance à son apparence, elle est très belle et est ainsi, le plus grand fantasme des mecs du lycée de Tree Hill. Lors de la saison 3 elle se fera faire une frange qu'elle n'aura plus lors de la saison 4, durant toutes ces saisons ses cheveux auront continué à pousser. Lors de la saison 5 elle s'est fait faire un carré plongeant et lors de la saison 6 et 7 elle se laissera de nouveau pousser les cheveux tout en se les frisant. Elle s'est toujours habillé avec beaucoup de gout et de classe. Durant toutes les saisons elle sera toujours à la pointe de la mode.

### Comportement
Brooke est d'abord une fille superficielle et immature, mais il s’avère que c'est sa "superficialité" et son immaturité qui sont les bases de la carapace qu'elle se crée. Cependant au fil des saisons, elle gagne en maturité, en courage, en réflexion et également en spiritualité, montrant ainsi qui elle est réellement. 
Brooke a également beaucoup de mal à montrer ses sentiments et à les exprimer, en partie à cause de ses parents, Robert Theodore et Victoria Davis, qui étaient plus impliqués dans leur travail et leur vie de luxe que par leur fille, et en partie aussi à cause de Lucas, son premier sérieux petit ami qui embrassera à plusieurs reprises sa meilleure amie, Peyton… 
C'est grâce à Julian, son futur mari, qu'elle apprendra à révéler ses sentiments.

### Citations
« Georges Shaw a écrit: Il y a deux tragédies dans la vie: -L'une est de ne pas réaliser ses rêves. -L'autre est de les réaliser." Je crois que Shaw s'est fait briser le cœur une ou deux fois.
Lorsque l'on se perd en chemin on a deux solutions: -Tenter de retrouver la personne que l'on était. -Ou lui dire adieu pour toujours »

— Brooke Davis

« Le monde n'a aucune chance contre toi. »

— Lucas Scott à Brooke Davis. Episode 22 saison 4

« Brooke: Je suis Brooke Davis! »

« Jamie: Brooke Pénélope Davis! »

— Brooke et James Lucas Scott. Episode 8 saison 5

« Aucune fille ne le mérite plus que toi. »

— Julian Baker à sa femme sur sa grossesse. Episode 22 saison 8

« Qu'est ce qu'il y a derrière les fringues Brooke Davis ? »

— Owen (saison 5 épisode 8)

« Un beau jour, cette fille finira par changer le monde et elle ne s'en rend même pas compte. »

— Lucas Eugene Scott (saison 4 épisode 21)

« Quand je regarde Nathan et Haley, je suis en confiance, c'est pas facile à expliquer mais ils me donnent de l'espoir, j'ose à peine en parler de leur bonheur à voix haute parce que si la vie se rend compte de se qu'elle leur a donné j'ai peur qu'elle essaie de leur reprendre et ça serait dommage...On a tous besoin d'un peu d'espoir pour tenir, on a tous besoin de sentir que la vie est merveilleuse et que, avec la bonne personne elle peut être pour toujours. »

— Brooke Penelope Davis (Mariage d'Haley et Nathan saison 3)

## Anecdotes
- Jusqu'à l'âge de 8 ans, elle disait éruceuil au lieu d'écureuil. (saison 1 épisode 9)
- Elle adore les mariages (saison 2 épisode 16)
- Sa chanson préférée est Simply Minds - Don't You (Forget About Me) (saison 6 épisode 12)
- Son film préféré est Kick Ass (saison 8 épisode 14)